# Piwnice (województwo pomorskie)
Piwnice – kolonia w Polsce położona w województwie pomorskim, w powiecie tczewskim, w gminie Tczew.
W latach 1975–1998 miejscowość administracyjnie należała do województwa gdańskiego.
W miejscowości brak zabudowy. Na mapie datowanej na 1965 r. w miejscowości były 3 budynki mieszkalne. Teren leży w obrębie geodezyjnym Lubiszewo Tczewskie.
Inne miejscowości o nazwie Piwnice: Piwnice